# 1953-as magyar tekebajnokság
Az 1953-as magyar tekebajnokság a tizenötödik magyar bajnokság volt. A férfiak bajnokságát március 28. és 29. között rendezték meg Budapesten, a Bp. Előre Sport utcai, a nőkét március 28-án Budapesten, a HM Petőfi Baross téri pályáján.

## Eredmények
| Versenyszám  | Arany                     | Arany | Ezüst                           | Ezüst | Bronz                         | Bronz |
| ------------ | ------------------------- | ----- | ------------------------------- | ----- | ----------------------------- | ----- |
| Férfi egyéni | Vida János Szegedi Postás | 870   | Balogh Mátyás Bács-Kiskun megye | 842   | Kecskeméti Sándor Heves megye | 835   |
| Női egyéni   | Gyenes Sándorné Bp. Előre | 428   | Horváth Anna Budapest           | 426   | Ballagó Gézáné Fáklya Antenna | 418   |